# ナンシー・ベノワ
ナンシー・ベノワ（Nancy Benoit、1964年5月21日 - 2007年6月22日）はアメリカ合衆国の元プロレスマネージャーである。主にウーマン（Woman）の名前で活躍し、プロレスラーのクリス・ベノワの妻としても有名。婚姻前の名前はNancy Elizabeth Toffoloni、マサチューセッツ州ボストン出身。

## 来歴
1984年にインディー団体で女子マネージャーとしてデビュー。フォーリン・エンジェル（堕天使）など何度か名前を変えながら順調にキャリアアップを遂げ、ウーマンの名でWCWでリック・フレアーとフォー・ホースメンのマネージャーを務めるまでに上り詰める。私生活では、ブッカーとして業界で大きな影響力を持っていたベテランレスラーのケビン・サリバンと結婚。
WCW離脱後、全盛期のECWでサンドマンのマネージャーも務めていた時期もあった。程なくしてWCWに復帰、夫サリバンとクリス・ベノワのウーマンを巡る愛憎劇のストーリーの裏で、実際にベノワと恋愛関係となり、サリバンと離婚の後に再婚。表舞台からフェードアウトし家庭に入った。
2007年6月25日、ジョージア州の新居で息子と共に他殺体で発見された。既に捜査は終了、日本的な解釈をすれば同時に自殺した姿で見つかった夫クリスによる無理心中であると結論付けられる。一方アメリカでは、有名人の家庭内殺人事件として報道され、話題を集めた。

## 担当選手
- ケビン・サリバン
- パープル・ヘイズ
- ドゥーム（ロン・シモンズ & ブッチ・リード）
- リック・フレアー
- アーン・アンダーソン
- 2・コールド・スコーピオ
- スタイナー・ブラザーズ（リック・スタイナー & スコット・スタイナー）
- サンドマン
- タズ
- シェーン・ダグラス
- クリス・ベノワ
- ディーン・マレンコ